# Бардт, Карл Фридрих
Карл Фридрих Бардт (нем. Karl Friedrich Bahrdt; 25 августа 1740, Бишофсверда, Саксония — 23 апреля 1792, Галле (Саксония-Анхальт)) — немецкий неортодоксальный богослов, проповедник и полемист эпохи Просвещения. Доктор философии.
Считается[кем?] Enfant terrible и одним из самых аморальных персонажей немецкой системы обучения.

## Биография
Родился в семье профессора богословия и суперинтендента в Лейпциге. Получил образование в школе Пфорта, затем в университете Лейпцига, учился у Х. Крузиуса, оказавшего на него формирующее влияние.
В 1761 году получил докторскую степень. В 1762 году стал катехизатором церкви св. Петра, в 1766 — экстраординарным профессором библейской филологии в Лейпциге. Известен также как проповедник. 
В 1768 г. из-за романа с проституткой и появлением на свет внебрачного ребёнка, был вынужден выйти в отставку. Но уже в 1769 г. был назначен профессором библейских древностей в Эрфуртском университете. Здесь он перешел к рационализму и написал «Письма о систематическом богословии» (нем. Briefe über systematische Theologie; Эйзенах, 1770—1772, в 2 тт.) и книгу «Желания молчаливого патриота» (нем. Wünsche eines stummen Patrioten; Эрфурт, 1770).
Отличался несдержанностью поведения, постоянно находился в личных и профессиональных спорах со своими коллегами. После публикации его Neueste Offenbarungen Gottes in Briefen und Erzählungen (1773—1775), ознаменовавшей его отход от официальной доктрины Нового Завета, Бардту пришлось вновь менять место жительства.

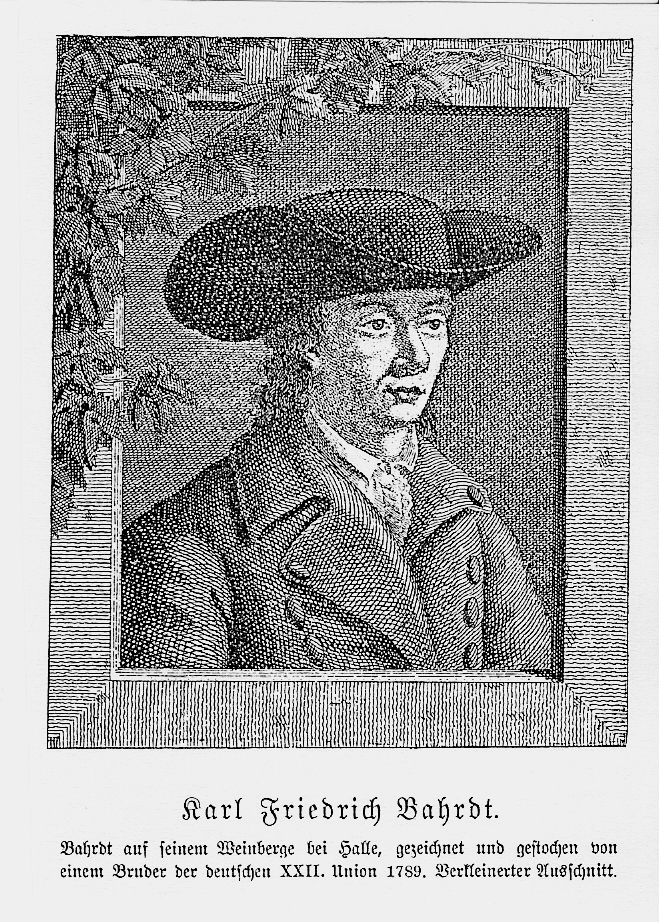
Портрет Карла Фридриха Бардта

Был затем пастором в Дуркгейме и, наконец, отрешён от должности, причём Надворным советом ему запрещено было печатать что бы то ни было из своих сочинений по богословию, занимать любые профессорские должности, читать лекции в любом качестве. Бардт вновь бежал от своих кредиторов, арестован и заключён в тюрьму в Динхайме .
После этого в 1779 г. он бежал в Галле и читал там лекции по философии и древним языкам и здесь же издал свои труды: «Briefe über die Bibel im Volkston», «System der moralischen Religion» и др. Бросил законную жену и жил со своей любовницей и их дочерьми в условиях крайней нищеты. Все свои усилия направил на разработку «моральной системы» , предназначенной заменить сверхъестественное христианство.
В 1789 г. за написанный им пасквиль по поводу религиозного эдикта, принятого Пруссией за год до этого, и в силу религиозной реакции, наступивший после смерти Фридриха Великого, был подвергнут заключению в магдебургской крепости, где и написал «Geschichte meines Lebens, meiner Meinungen und meines Schicksals».
По одной из версий — умер в тюрьме. По другой версии был помилован после шести месяцев тюремного заключения, вернулся в Галле, где и умер на своем винограднике.